# Істочне (Джанкойський район)
Істо́чне (до 1945 року — Ільк-Чокрак, Перший Чокрак, крим. İlk Çoqraq) — село Джанкойського району Автономної Республіки Крим. Населення становить 361 особа. Орган місцевого самоврядування - Новокримська сільська рада. Розташоване на заході району.

## Географія
Істочне - село в північному заході району, у степовому Криму, у балці маловодної річки Істочна, що впадає в Айгульське озеро, висота над рівнем моря - 6 м . Сусідні села: Новокримське за 3,5 км на південь і Пахарівка за 2 км на північний схід, там же найближча залізнична станція - Пахаревка (на лінії Джанкой - Армянськ). Відстань до райцентру - близько 23 кілометрів.

## Історія
Судячи за доступними історичними документами, селище засноване на початку XX століття, оскільки вперше згадується в Статистичному довіднику Таврійської губернії 1915 року , згідно з яким в Богемській волості Перекопського повіту значиться хутір Чокрак  (за непідтвердженими даними, село відоме з 1865 року ).
Після встановлення в Криму Радянської влади, за постановою Кримревкома від 8 січня 1921 № 206 «Про зміну адміністративних кордонів» була скасована волосна система і в складі Джанкойського повіту (перетвореного з Перекопського) був створений Джанкойський район . У 1922 році повіти перетворили в округу . 11 жовтня 1923 року, згідно з постановою ВЦВК, до адміністративний поділ Кримської АРСР були внесені зміни, у результаті яких округи були ліквідовані, основний адміністративною одиницею став Джанкойський район  і село включили до його складу. Згідно Списку населених пунктів Кримської АРСР за Всесоюзним переписом від 17 грудня 1926 року, Чокрак був центром Чокрацької сільради Джанкойського району . Указом Президії Верховної Ради РРФСР від 21 серпня 1945 року село, як Чокрак Перший, було перейменовано в Істочне і Чокракську сільраду - в Істочненську . Час ліквідації сільради і включення села до складу Новокримської ради поки не встановлено.